# 石垣雅海
石垣 雅海（いしがき まさみ、1998年9月21日 - ）は、山形県酒田市出身のプロ野球選手（内野手、外野手）。右投右打。千葉ロッテマリーンズ所属。

## 経歴

### プロ入り前
小学3年生の時に亀城小野球スポーツ少年団（亀城ブレーブス）に入り、野球を始める。
酒田南高等学校では、1年から三塁手のレギュラーに定着。2年秋から主将となってチームを牽引。3年夏の山形県大会準決勝で敗退し、甲子園出場はなかったが、3試合で4本塁打を記録。同年度の山形県高校野球連盟の奨励賞と優秀野手賞を受賞した。高校通算37本塁打。
2016年10月20日に行われたドラフト会議では、中日ドラゴンズから3位指名を受け、11月22日に契約金5000万円、年俸540万円で仮契約を結んだ。背番号は32。

### 中日時代

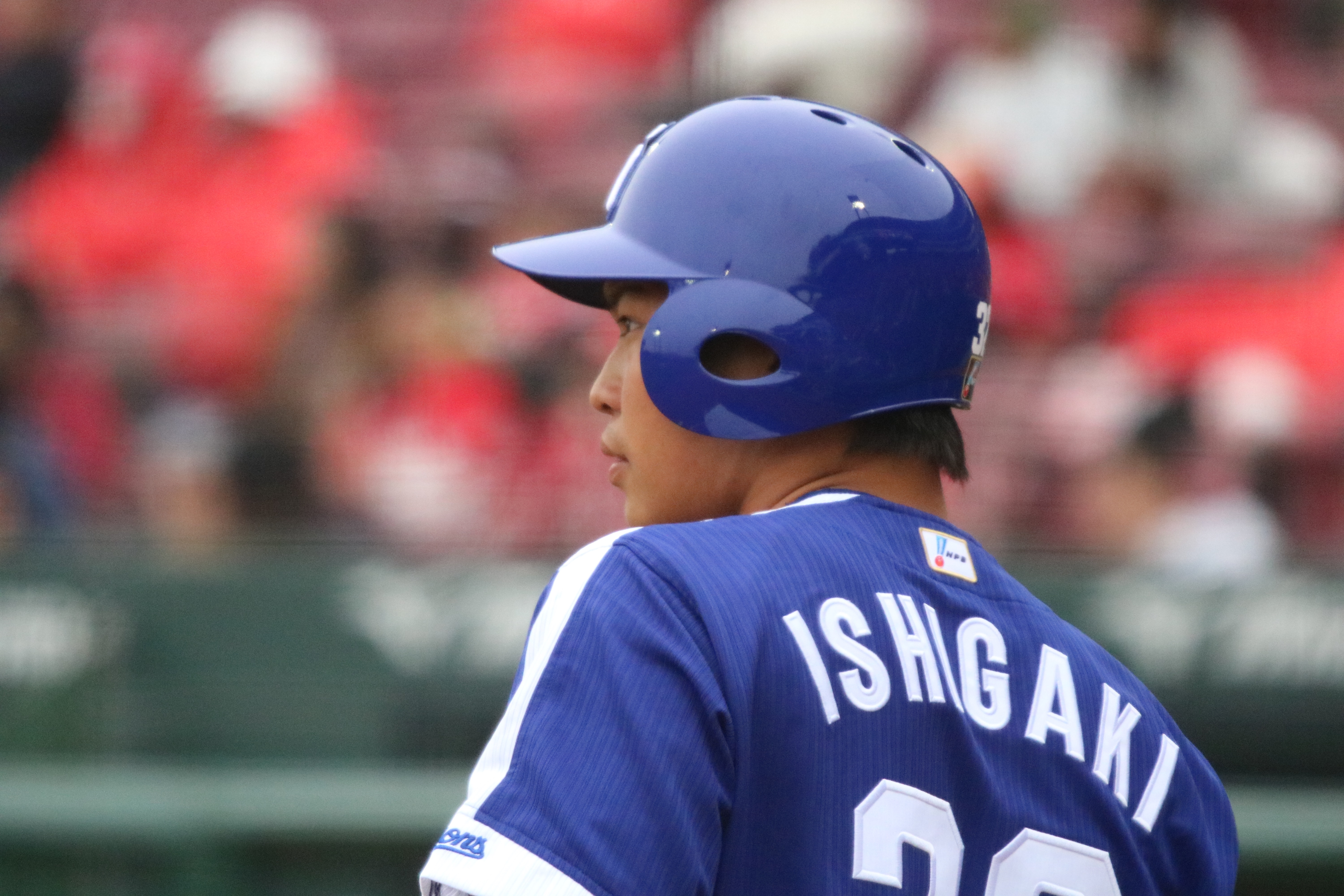
中日時代
（2018年4月14日 マツダスタジアム）

2017年は、二軍公式戦において60試合に出場し、3本塁打、14打点、打率.197の成績を残した。9月30日に初めて一軍登録され、10月4日の対横浜DeNAベイスターズ戦（横浜スタジアム）で初出場を果たした。11月25日から台湾で開催された2017アジアウインターベースボールリーグに、NPBウエスタン選抜として出場した。
2018年は、青森県で開催されたフレッシュオールスターゲーム（はるか夢球場）に出場し、MVPを獲得した。しかし、一軍出場なしに終わった。
2019年は、6月の「スカパー! ファーム月間MVP賞」を受賞した。8月21日の対読売ジャイアンツ戦（ナゴヤドーム）では、7回裏に代打として出場し、菅野智之からプロ初安打を打った。さらに、9月5日の対巨人戦では中川皓太からプロ初打点を挙げた。オフには、みやざきフェニックス・リーグに参加した。
2020年は、7月8日に一軍昇格し、11日、12日の対広島東洋カープ戦（ナゴヤドーム）で代打で出場し2戦とも安打を打った。その後二軍落ちを経験したが、9月9日に再昇格し、同25日の対読売ジャイアンツ戦（東京ドーム）で代打出場すると、エンジェル・サンチェスからプロ初本塁打を放った。一軍では思うような成績を残せなかったが、二軍では40試合に出場し、5本塁打、21打点、打率.372という好成績を残した。オフには浅村栄斗（東北楽天ゴールデンイーグルス）に弟子入りし、合同自主トレを行った。
2021年は、春季キャンプでは一軍に合流していたが開幕一軍ならず。シーズン序盤に左足を痛めたこともあり一軍昇格のチャンスを逃したものの、二軍ではチーム最多の9本塁打を放ち長打力を見せつけた。10月7日に一軍に昇格したが、9試合の出場にとどまった。
2022年は、高橋周平の故障の影響で開幕一軍入りを果たした。その後は一軍と二軍を行き来していたが8月6日に一軍昇格すると、7日に2年ぶりとなる本塁打を放った。最終的に二塁の守備固めでの起用を中心として自己最多の50試合に出場し、打撃では打率.162と安定感に欠けたものの3本塁打と持ち味の長打力を見せた。オフの11月16日に260万円増となる1000万円で契約を更改した（金額は推定）。
2023年は、出場が前年の半分以下の22試合にとどまり、打率.087、0本塁打、0打点と低迷。11月23日に50万円減の950万円（推定）で契約を更新した。
2024年は、9試合出場にとどまり、11月17日に50万円減の推定年俸900万円で契約を更新した。

### ロッテ時代
2024年12月9日に行われた現役ドラフトで千葉ロッテマリーンズから指名され、移籍した。背番号は43。

## 選手としての特徴 ・人物
内野全ポジションに加え、外野も守れるユーティリティープレイヤー。広角に長打が打てる打撃と俊足も武器。高校時代に通算37本塁打、遠投100m、50m走のタイム5.9秒を記録。
愛称は「ガッキー」。
2022年3月、高校時代に出会い、前年から交際をしていたNHK山形放送局キャスターの我孫子明里との結婚を発表した。

## 詳細情報

### 年度別打撃成績
| 年 度     | 球 団     | 試 合 | 打 席 | 打 数 | 得 点 | 安 打 | 二 塁 打 | 三 塁 打 | 本 塁 打 | 塁 打 | 打 点 | 盗 塁 | 盗 塁 死 | 犠 打 | 犠 飛 | 四 球 | 敬 遠 | 死 球 | 三 振 | 併 殺 打 | 打 率 | 出 塁 率 | 長 打 率 | O P S |
| --------- | --------- | ----- | ----- | ----- | ----- | ----- | -------- | -------- | -------- | ----- | ----- | ----- | -------- | ----- | ----- | ----- | ----- | ----- | ----- | -------- | ----- | -------- | -------- | ----- |
| 2017      | 中日      | 1     | 3     | 3     | 0     | 0     | 0        | 0        | 0        | 0     | 0     | 0     | 0        | 0     | 0     | 0     | 0     | 0     | 3     | 0        | .000  | .000     | .000     | .000  |
| 2019      | 中日      | 15    | 15    | 15    | 1     | 2     | 2        | 0        | 0        | 4     | 1     | 0     | 0        | 0     | 0     | 0     | 0     | 0     | 7     | 0        | .133  | .133     | .267     | .400  |
| 2020      | 中日      | 25    | 34    | 33    | 5     | 4     | 0        | 0        | 1        | 7     | 1     | 0     | 0        | 0     | 0     | 1     | 0     | 0     | 12    | 0        | .121  | .147     | .212     | .359  |
| 2021      | 中日      | 9     | 11    | 10    | 1     | 1     | 1        | 0        | 0        | 2     | 0     | 0     | 0        | 1     | 0     | 0     | 0     | 0     | 3     | 0        | .100  | .100     | .200     | .300  |
| 2022      | 中日      | 50    | 74    | 68    | 5     | 11    | 0        | 0        | 3        | 20    | 6     | 0     | 0        | 4     | 0     | 2     | 0     | 0     | 28    | 1        | .162  | .186     | .294     | .480  |
| 2023      | 中日      | 22    | 26    | 23    | 1     | 2     | 0        | 0        | 0        | 2     | 0     | 0     | 0        | 1     | 0     | 2     | 0     | 0     | 6     | 0        | .087  | .160     | .087     | .247  |
| 2024      | 中日      | 9     | 10    | 10    | 0     | 2     | 1        | 0        | 0        | 3     | 0     | 1     | 0        | 0     | 0     | 0     | 0     | 0     | 0     | 0        | .200  | .200     | .300     | .500  |
| 通算：7年 | 通算：7年 | 131   | 173   | 162   | 13    | 22    | 4        | 0        | 4        | 38    | 8     | 1     | 0        | 6     | 0     | 5     | 0     | 0     | 59    | 1        | .136  | .162     | .235     | .396  |

- 2024年度シーズン終了時

### 年度別守備成績
| 年 度 | 球 団 | 一塁  | 一塁  | 一塁  | 一塁  | 一塁  | 一塁     | 二塁  | 二塁  | 二塁  | 二塁  | 二塁  | 二塁     | 三塁  | 三塁  | 三塁  | 三塁  | 三塁  | 三塁     | 遊撃  | 遊撃  | 遊撃  | 遊撃  | 遊撃  | 遊撃     | 外野  | 外野  | 外野  | 外野  | 外野  | 外野     |
| 年 度 | 球 団 | 試 合 | 刺 殺 | 補 殺 | 失 策 | 併 殺 | 守 備 率 | 試 合 | 刺 殺 | 補 殺 | 失 策 | 併 殺 | 守 備 率 | 試 合 | 刺 殺 | 補 殺 | 失 策 | 併 殺 | 守 備 率 | 試 合 | 刺 殺 | 補 殺 | 失 策 | 併 殺 | 守 備 率 | 試 合 | 刺 殺 | 補 殺 | 失 策 | 併 殺 | 守 備 率 |
| ----- | ----- | ----- | ----- | ----- | ----- | ----- | -------- | ----- | ----- | ----- | ----- | ----- | -------- | ----- | ----- | ----- | ----- | ----- | -------- | ----- | ----- | ----- | ----- | ----- | -------- | ----- | ----- | ----- | ----- | ----- | -------- |
| 2017  | 中日  | -     | -     | -     | -     | -     | -        | -     | -     | -     | -     | -     | -        | 1     | 0     | 2     | 0     | 0     | 1.000    | -     | -     | -     | -     | -     | -        | -     | -     | -     | -     | -     | -        |
| 2019  | 中日  | -     | -     | -     | -     | -     | -        | -     | -     | -     | -     | -     | -        | -     | -     | -     | -     | -     | -        | -     | -     | -     | -     | -     | -        | 1     | 0     | 0     | 0     | 0     | ----     |
| 2020  | 中日  | 2     | 5     | 0     | 0     | 0     | 1.000    | 1     | 1     | 0     | 0     | 0     | 1.000    | 3     | 3     | 3     | 0     | 2     | 1.000    | -     | -     | -     | -     | -     | -        | 4     | 3     | 0     | 0     | 0     | 1.000    |
| 2021  | 中日  | -     | -     | -     | -     | -     | -        | 6     | 5     | 11    | 1     | 3     | .941     | 3     | 1     | 0     | 1     | 0     | .500     | -     | -     | -     | -     | -     | -        | -     | -     | -     | -     | -     | -        |
| 2022  | 中日  | 1     | 1     | 0     | 0     | 0     | 1.000    | 34    | 41    | 64    | 2     | 14    | .981     | 4     | 0     | 1     | 0     | 0     | 1.000    | 1     | 1     | 1     | 0     | 1     | 1.000    | -     | -     | -     | -     | -     | -        |
| 2023  | 中日  | -     | -     | -     | -     | -     | -        | 15    | 16    | 17    | 0     | 5     | 1.000    | 1     | 0     | 0     | 0     | 0     | ----     | 3     | 3     | 8     | 0     | 3     | 1.000    | -     | -     | -     | -     | -     | -        |
| 通算  | 通算  | 3     | 6     | 0     | 0     | 0     | 1.000    | 56    | 63    | 92    | 3     | 22    | .981     | 12    | 4     | 6     | 1     | 2     | .909     | 4     | 4     | 9     | 0     | 4     | 1.000    | 5     | 3     | 0     | 0     | 0     | 1.000    |

- 2023年度シーズン終了時

### 表彰
- フレッシュオールスターゲームMVP：1回（2018年）
- スカパー!ファーム月間MVP賞（2019年6月）

### 記録
初記録
- 初出場・初先発出場：2017年10月4日、対横浜DeNAベイスターズ25回戦（横浜スタジアム）、「7番・三塁手」で先発出場
- 初打席：同上、2回表に濵口遥大から空振り三振
- 初安打：2019年8月21日、対読売ジャイアンツ19回戦（ナゴヤドーム）、7回裏に菅野智之から左前二塁打
- 初打点：2019年9月5日、対読売ジャイアンツ23回戦（東京ドーム）、8回表に中川皓太から左越適時二塁打
- 初本塁打：2020年9月25日、対読売ジャイアンツ19回戦（東京ドーム）、3回表にエンジェル・サンチェスから左越ソロ
- 初盗塁：2024年8月14日、対東京ヤクルトスワローズ20回戦（明治神宮野球場）、10回表に二盗（投手：大西広樹、捕手：松本直樹）

### 背番号
- 32（2017年 - 2024年）
- 43（2025年 - ）

### 登場曲
- 「虹 ～もうひとつの夏～」福山雅治（2019年）
- 「Battle Scars」Lupe Fiasco & Guy Sebastian（2020年 - ）
- 「愛をあげるよ」Norenn（2020年8月 - ）